# Pierre-Ramus-Gesellschaft
Die Pierre-Ramus-Gesellschaft (Eigenname: Pierre Ramus Gesellschaft) wurde 1992 in Wien zum 50. Todesjahr des österreichischen Theoretikers und Aktivisten des Anarchismus und Pazifismus Pierre Ramus (1882–1942) gegründet. Seit 2003 unterhält die Gesellschaft eine Internetpräsenz mit freiem Zugang zu ihrer Internet-Zeitschrift Erkenntnis.

## Geschichte
Gründer der Pierre Ramus Gesellschaft war Dieter Schrage (1935–2011). Ziel der Gesellschaft ist die „aktuelle Auseinandersetzung mit dem geistigen Erbe von Pierre Ramus“.
Die libertären Ansichten von Pierre Ramus (Pseudonym für Rudolf Großmann) sollen mit der Gesellschaft und der Zeitschrift Erkenntnis einer größeren Öffentlichkeit zugänglich gemacht werden. Die Zeitschrift Erkenntnis erscheint seit 1993 in unregelmäßigen Abständen, bis 2001 in gedruckter Form und seit 2002 als Internet-Publikation. Erkenntnis steht in der Nachfolge der von Pierre Ramus herausgegebenen Zeitschrift Erkenntnis und Befreiung (1918 bis 1936). In Erkenntnis sollen klassische und aktuelle Themen aus libertärer Sicht behandelt werden. Themenschwerpunkte sind Wirtschaftsordnung, Geld und Verteilung, Problemfeld «Dritte Welt», Basiseinkommen, Geschlechterbeziehungen, Wohnen, Grund und Boden, Arbeit,  Reformpädagogik und Moderne Schule, Antimilitarismus und Gewaltlosigkeit.

## Veranstaltungen
Die Gesellschaft veranstaltet in unregelmäßigen Abständen ein Pierre Ramus-Symposion.
- 1972 war die erste Veranstaltung im Republikanischen Club in Wien.
- Im Wiener Literaturhaus fand 1995 das zweite Symposion statt.
- Im Kulturzentrum Siebenstern war 1996 die dritte Veranstaltung unter dem Titel No Pasaran, anlässlich des 60. Jahrestages der Spanischen Revolution.
- Pierre Ramus und die Friedensbewegung war das Thema der vierten Veranstaltung im Mai 2003.
- Die fünfte Veranstaltung war im April 2006 unter dem Titel Stell dir vor, es sind Wahlen – und keiner geht hin! Anarchismus und Parlamentarismus.[4]
- Im Institut für Wissenschaft und Kunst war im November 2008 die sechste Veranstaltung mit dem Thema «Revolution und Rätedemokratie. Politische Aufbruchbewegungen in Bayern, Österreich und Ungarn nach dem Ersten Weltkrieg».
- 2010 und 2011 waren weitere Veranstaltungen. Das siebte Symposion (2010) wurde gemeinsam mit der Max-Stirner-Gesellschaft organisiert. Anarchismus zwischen Gewalt und Gewaltlosigkeit war das Thema der achten Veranstaltung 2011 in der Anarchistischen Bibliothek in Wien.[5][6]

## Artikel aus der ZeitschriftErkenntnis(Auswahl)
- Nr. 1, 1993: Pierre Ramus und der Antifaschismus. Neue Rechte – Schmoren im alten Saft? Das Antlitz der „Neuen Rechten“. Vorsicht: Esoterik, New Age und Ganzheitslehre.
- Nr. 3, 1994: Nein zur Europäischen Union!. Fidel Castro: Der Mensch ist eine bedrohte Art. Frauenwiderstand.
- Nr. 4, 1996 (Sondernummer): No Parasan! Sie werden nicht durchkommen, Eine andere Betrachtungsweise des Spanischen Bürgerkrieges (1936–1939).
- Nr. 9/10 (2002/2003): Reinhard Müller: Ferdinand Gross. Aus dem Leben eines österreichischen Anarchisten und Antimilitaristen. A. Elon und S. Hassan: Das dialogische Prinzip. Gerhard Senft: Rudolf Rocker: Nationalismus und Kultur.
- Nr. 14, 2006: John Henry Mackay & Co.: 200 Zeilen mit Max Stirner. Dem radikalen Vor-, Quer- und Nachdenker zum 200. Geburtstag. Errico Malatesta: In Wahlzeiten. Ein Arbeiterdialog. alles bleibt anders. Interview mit Jochen Schmück zum zehnjährigen Bestehen der Datenbank-des-deutschsprachigen-Anarchismus-Website.
- Nr. 18, 2010: Gustav Landauer: Der sanfte Revolutionär – 100 Zeilen mit Leo N. Tolstoi. Paul R. Schwarz: Die Lust am Weltuntergang. Der Kulturpessimismus von Oswald Spengler bis Samuel Huntington. Pierre Ramus: Tolstoi als Denker und Revolutionär des Anarchismus.
- Nr. 20, 2012: Erich Mühsam: Ascona – Monte Verità. – Alexander Preisinger:  Zwischen Radikalismus und Reformismus. Ein kurzer Abriss der Schweizer Freiwirtschaftsbewegung.

## Archive, Datenbank
- Erkenntnis: Zeitschrift der Pierre Ramus Gesellschaft, Wien. Im IISG
- Kurzinformation über die Zeitschrift Erkenntnis. In der Datenbank des deutschsprachigen Anarchismus (DadA)
- Zeitschriftendatenbank (ZDB). ZDB-ID= 2259788-8
- Elektronische Zeitschriftenbibliothek (EZB).In der Universitätsbibliothek Regensburg